# جراح‌ماهی دم‌زرد
جراح ماهی دم زرد بانام علمی Zebrasoma xanthurum و نام عامیانه yellow tail sailfin tang
جراح دم زرد یا بنفش (ارغوانی) (purple tang) . جراح دم زرد یکی از معروف‌ترین و زیباترین جراح ماهیان آکواریوم‌های مرجانی بوده و از نظر شفافیت رنگی یکی از بهترین ماهیان آب شور محسوب می‌شود.
این ماهی نسبت به سایر جراح ماهیان به خصوص ردهٔ Zebrasoma حساس بوده و رفتاری بسیار تهاجمی دارد . تغذیه جراح دم زرد ازغذاهای مختلف گوشتی می‌باشد و حتماً در کنار این غذاها از قرص‌ها یا ورقه‌های حاوی جلبک‌های دریایی نیز استفاده نمایید تا به حفظ سلامت و رنگ زیبای آن کمک نمایید .

## زیستگاه اصلی
زیستگاه اصلی آن خلیج فارس و دریای سرخ بوده و به همین سبب از جمله ماهیان مقاوم می‌باشد.

## شرایط نگهداری
برای نگهداری آن به آکواریومی با حداقل ۴۰۰ لیتر گنجایش ، مخفیگاه‌های فراوان ، فضای شنای زیاد و نور مناسب نیاز است .

## شرایط
درشرایط مطلوب ماهی فوق العاده ایست که به زودی با محیط سازگار شده و حتی دست آموز نیز می‌گردد ولی در شرایط نامطلوب به عوامل فیزیکی حساسیت شدید نشان داده و در صورت گرسنگی به سایر ماهی‌ها تهاجم می‌کند .

## سطح نگهداری
- اندازه، متوسط
- رفتار، تهاجمی
- حداکثر رشد در آکواریم، ۲۵ سانتی متر
- شرایط تغذیه، گیاه خوار
- خاستگاه، دریای سرخ و خلیج فارس
- خانواده، آکانتوریده Acanthuridae